# Gonionotophis nyassae
Espèce
Synonymes
- Simocephalus nyassae Günther, 1888
- Gonionotophis degrijsi Werner, 1906
- Mehelya nyassae (Günther, 1888)

Statut de conservation UICN

 LC  : Préoccupation mineure
Gonionotophis nyassae est une espèce de serpents de la famille des Lamprophiidae.

## Répartition
Cette espèce se rencontre :
- en Namibie ;
- au Botswana ;
- en Zambie ;
- au Zimbabwe ;
- au Mozambique ;
- dans le nord-est de l'Afrique du Sud ;
- au Swaziland ;
- au Malawi ;
- en Tanzanie ;
- au Rwanda ;
- au Burundi ;
- au Kenya ;
- dans le sud de la Somalie ;
- dans le nord et le sud de la République démocratique du Congo.

## Publication originale
- Günther, 1888 : Contribution to the knowledge of snakes of tropical Africa. Annals and Magazine of Natural History, ser. 6, vol. 1, p. 322-335 (texte intégral).